# Rezerwat przyrody Gogolewo
Rezerwat przyrody „Gogolewo” – rezerwat florystyczny o powierzchni 3,00 ha, w województwie zachodniopomorskim, w powiecie stargardzkim, w gminie Marianowo, 1 km na południowy wschód od przystanku kolejowego Gogolewo na linii Stargard-Gdańsk, 2,5 km na południowy wschód od Dalewa, 2,5 km na północ od Pęzina i 5,5 km na południowy zachód od Marianowa. Został utworzony zarządzeniem Ministra Leśnictwa i Przemysłu Drzewnego z dnia 21 maja 1974 roku.
Rezerwat przyrody położony w zakolu Krąpieli, na jej wschodnim brzegu, stanowi zbiorowiska łąki rdestowo-ostrożeniowej (Cirsio Polygonetum bistortae) oraz łąki z pełnikiem europejskim (Polygono bistortae-Trollietum europei).
Celem ochrony jest zachowanie w stanie naturalnym stanowisk pełnika europejskiego (Trollius europaeus), storczyków (Dactylorhiza majalis i Dactylorhiza maculata) oraz wielu innych rzadkich gatunków roślin chronionych.
Według obowiązującego planu ochrony ustanowionego w 2006 roku, obszar rezerwatu objęty jest ochroną czynną.
Rezerwat znajduje się w zasięgu terytorialnym Nadleśnictwa Dobrzany, ale poza administrowanymi przez nie gruntami. Nadzór sprawuje Regionalny Konserwator Przyrody w Szczecinie.
1 km na południowy wschód prowadzi znakowany czerwony turystyczny Szlak Hetmana Stefana Czarnieckiego ze Stargardu do Marianowa.